# Mocis cauninda
Mocis cauninda är en fjärilsart som beskrevs av Moore 1884. Mocis cauninda ingår i släktet Mocis och familjen nattflyn. Inga underarter finns listade i Catalogue of Life.